# Dieter Heimen
Dieter Heimen (* 7. März 1966) ist ein ehemaliger deutscher Fußballtorwart.

## Karriere

### Spieler
Dieter Heimen verbrachte seiner fußballerische Jugend in Mannheim. Zuerst spielte er für Phönix Mannheim, bevor er zum Stadtrivalen SV Waldhof Mannheim wechselte. Bei Waldhof sammelte er seine ersten Erfahrungen als Profi, blieb aber im Ligabetrieb ohne Einsatz. Seine ersten Einsätze absolvierte er für Schalke 04. In der Saison 1987/88 debütierte er am 9. Spieltag in der Bundesliga. Es war das Spiel gegen Borussia Dortmund, beim Revierderby wurde er für Schalkes Nummer eins zwischen den Pfosten, Toni Schumacher in der 21. Spielminute eingewechselt. Der BVB gewann vor heimischer Kulisse 4:1. Heimen bestritt auch das nächste Bundesligaspiel für den S04. Gegen den FC Bayern München verlor man ebenfalls 1:4, es blieb sein letzter Einsatz im Schalketor. Anschließend spielte für bis zum Ende des Jahres 1992 für Viktoria Aschaffenburg, danach für den SV Darmstadt 98 und den VfR Mannheim.

### Trainer
Nach seiner Zeit als Spieler übernahm er das Amt an der Seitenlinie, unter anderem beim SV 98/09 Seckenheim, FC Rot, VfR Mannheim und TSG Weinheim. Mit Seckenheim, Rot und Weinheim feierte er Aufstiege und wurde im darauf folgenden Jahr bester Aufsteiger.